# Vikartovce
Vikartovce jsou obec na Slovensku, v okrese Poprad v Prešovském kraji.
V roce 2016 zde žilo 1 872 obyvatel. Nachází se zde římskokatolický kostel svatého Martina.